# 알칼리 가수 분해 장례

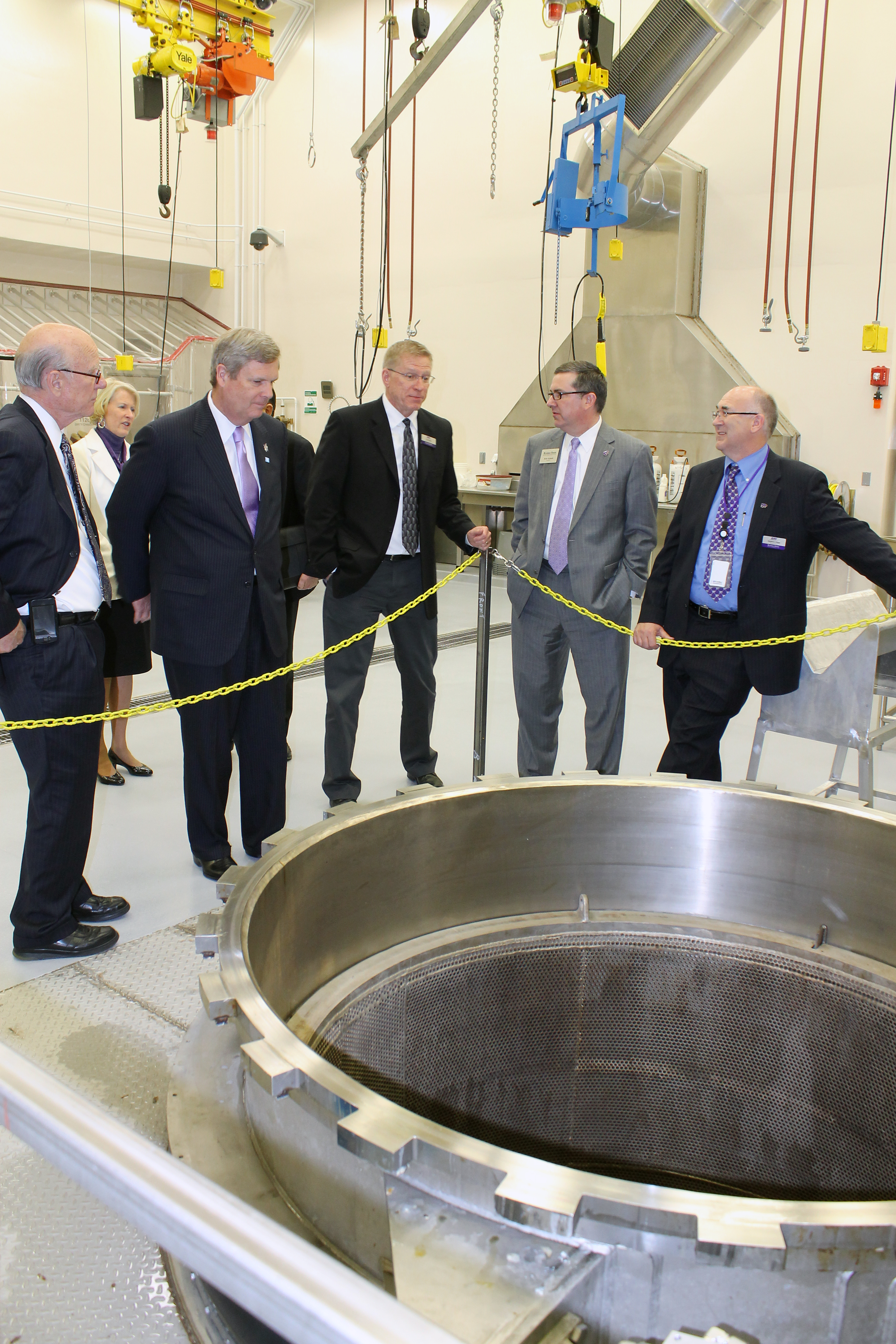

알칼리 가수 분해 장례는 시신에 알칼리를 넣어 가수 분해 하여 시신을 분해하는 장례이다. 친환경 화장이나 녹색 화장으로 불린다. 현재 대한민국에서는 동물장례에 한해 사용할 수 있다.

## 같이 보기
- 빙장